# Tropf (Hip-Hop-Produzent)
Tropf (* 10. April 1976 in Hamburg; bürgerlich Kaspar Wiens) ist ein deutscher Hip-Hop-Produzent, Studio- und Livemischer.

## Leben

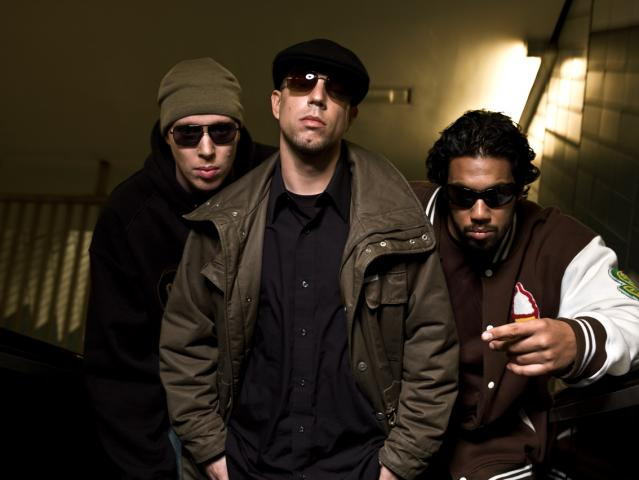
Tropf (Mitte) mit Dynamite Deluxe (2008)

Tropf kam in den späten 1990er-Jahren zur Formation von Samy Deluxe und DJ Dynamite hinzu. Im Jahr 1998 legte er mit dem Demotape seiner Gruppe, die sich nun Dynamite Deluxe nannte, den Grundstein zur Gründung des Independent-Labels Eimsbush, für das er bis zu dessen Insolvenz diverse Tracks für die Eimsbush-Tapes, die Style Liga Serie und Team Eimsbush produzierte. Sein Schlafzimmer in der Kellerwohnung „Eimsbush Basement“, die er mit Samy Deluxe und Tim Beam, dem Labelchef Eimsbushs bewohnte, diente als Studio, Proberaum und Treffpunkt.
Das im Jahr 2000 erschienene Album „Deluxe Soundsystem“ seiner Formation Dynamite Deluxe gilt als Meilenstein deutschsprachiger Rapmusik. Das Album erreichte Goldstatus in Deutschland. Tropf war Mitglied der Mongo Clikke, welche aus Hamburger Rappern, Produzenten, Graffiti-Künstlern und Freunden bestand. Neben seiner Arbeit für Dynamite Deluxe gelang ihm, zusammen mit Das Bo, mit „Türlich, türlich (sicher, Dicker)“ ein Hit.
Nach der Auflösung von Dynamite Deluxe produzierte Tropf weiter für Samy Deluxe, u. a. das Album Samy Deluxe, und mischte für ihn und die Beginner den Livesound. Neben zahlreichen Remixen und Produktionen (siehe Diskografie) für diverse Künstler gründete er mit Jan Delay das Elektroprojekt La Boom, bei dem sie Musik abseits von den Regeln der Rapmusik produzieren. Bei Jan Delays Reggaeprojekt mit der Sam Ragga Band machte er den Livesound und mischte in seinem „La Boom Studio“ die Nummer 1 Platte „Blast Action Heroes“ von den Beginnern und das darauf folgende Soloprojekt von Denyo. Er produzierte „Deluxe Records – Let’s Go!“ und betreute die gleichnamige Tour tontechnisch. Außerdem produzierte und mischte er, neben Matthias Arfmann, Jan Delays Album Mercedes-Dance und machte den Livesound für dessen Begleitband Jan Delay & Disko No.1. Am 25. Januar 2008 erschien das zweite Dynamite Deluxe-Album TNT, die Single Dynamit! am 11. Januar 2008. Im Februar 2008 war er mit Dynamite Deluxe auf der TNT-Tournee durch Deutschland.

## Diskografie

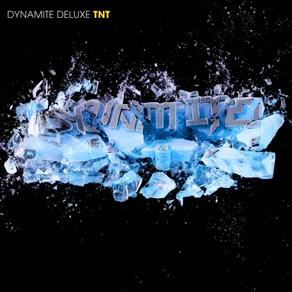
Cover des Albums TNT

### Alben
- 2000: Deluxe Soundsystem (als Dynamite Deluxe)
- 2008: TNT (als Dynamite Deluxe)

### Studiomixe (Auswahl)
- Jan Delay, Hammer und Michel (2014)
- Jan Delay, Mercedes Dance
- Beginner, Blast Action Heroers
- Deluxe Records, Deluxe Recordes Let´s Go
- Denyo, The Denyos
- Samy Deluxe, Verdammtnochma!
- Samy Deluxe, Samy Deluxe
- Dynamite Deluxe, Deluxe Soundsystem
- Dynamite Deluxe, TNT
- La Boom, Atarihuana
- D-Flame, Daniel X
- Kool Savas

### Livemixe (Auswahl)
- Jan Delay & Disko No. 1
- Jan Delay & Sam Ragga Band
- Absolute Beginner
- Samy Deluxe
- Deluxe Records
- Dynamite Deluxe
- Marteria
- Marsimoto
- Patrice
- D-Flame & KP Crew
- Sido